# Saint-Pierre-du-Lorouër
Saint-Pierre-du-Lorouër är en kommun i departementet Sarthe i regionen Pays de la Loire i nordvästra Frankrike. Kommunen ligger i kantonen Le Grand-Lucé som tillhör arrondissementet La Flèche. År 2022 hade Saint-Pierre-du-Lorouër 363 invånare.

## Befolkningsutveckling
Antalet invånare i kommunen Saint-Pierre-du-Lorouër
| Referens: INSEE |